# إسحاق القاسمي
إسحاق الماس القاسمي (10 سبتمبر 1985) هو لاعب كرة قدم عماني ولاعب كرة قدم شاطئي يلعب لنادي أهلي سداب العماني.

## مهنة دولية
إسحاق هو جزء من الفريق الأول للمنتخب العماني لكرة القدم الشاطئية، أختير للعب مع المنتخب الوطني لأول مرة عام 2011.

## روابط خارجية
- إسحاق القاسمي على موقع الاتحاد الدولي (مؤرشف)  (الإنجليزية)